# La Course à la mort (film, 1954)
Pour les articles homonymes, voir Course à la mort (homonymie).
Pour plus de détails, voir Fiche technique et Distribution.
La Course à la mort (Mask of Dust) est un film britannique réalisé par Terence Fisher, sorti en 1954.

## Synopsis
Peter Wells, un ancien champion automobile américain, ne gagne plus de courses pour l'équipe Corsi. Même son ami et confrère "Picc" Dallapiccola lui dit qu'il ne gagne plus car il a peur. Patricia, sa femme, voudrait aussi qu'il arrête la compétition. Il court cependant un grand prix en Angleterre et arrive même à dépasser Picc pour la première fois en deux ans. Mais Picc a un accident et, lorsque Peter arrive pour se ravitailler en carburant, il apprend que son ami est au plus mal, il abandonne alors la course pour se rendre à son chevet à l'hôpital. Pendant ce temps, Guido Rizetti, le rival de Peter au sein de l'écurie, gagne la course. Bien que Pat menace de le quitter, il veut continuer et demande à Bellario, le patron de l'écurie, de lui donner une dernière chance lors d'une course en Italie. La course commence mal pour lui mais il arrive à remonter petit à petit, malgré une fuite d'huile qui est la cause de fumée dans l'habitacle. Il arrive à gagner la course d'une courte tête. Les membres de l'écurie se voient déjà vainqueurs d'autres courses, mais Peter, qui a retrouvé la confiance en lui, décide d'abandonner la compétition et rejoint Patricia qui était venue assister à la course.

## Fiche technique
- Titre français : La Course à la mort[1]
- Titre original britannique : Mask of Dust
- Titre américain : Race for Life
- Réalisation : Terence Fisher
- Scénario : Paul Tabori, Richard H. Landau, d'après le roman The Last Race de Jon Manchip White
- Direction artistique : J. Helder Wills
- Costumes : Molly Arbuthnot
- Photographie : Walter J. Harvey
- Son : Sydney Wiles
- Montage : Bill Lenny
- Musique : Leonard Salzedo
- Production : Mickey Delamar
- Production exécutive : Michael Carreras
- Société de production : Hammer Film Productions
- Société de distribution : Exclusive Films
- Pays d'origine :  Royaume-Uni
- Langue originale : anglais
- Format : Noir et blanc  — 35 mm — 1,37:1 — son mono
- Genre : film d'action
- Durée : 79 minutes (69 minutes pour la version sortie aux États-Unis)
- Dates de sortie : 
  - États-Unis : 10 décembre 1954
  - Royaume-Uni : 27 décembre 1954
  - France : 23 juillet 1965[1]

## Distribution
- Richard Conte : Peter Wells
- Mari Aldon : Patricia "Pat" Wells
- George Coulouris : Dallapiccola
- Peter Illing : Bellario
- Alec Mango : Guido Rosetti
- Meredith Edwards : Lawrence
- James Copeland : Johnny
- Jeremy Hawk : Martin
- Richard Marner : Brecht
- Edwin Richfield : Gibson
- Tim Turner : Alverez
- Paul Carpenter : l'annonceur des courses

et dans leur propre rôle Stirling Moss, Reg Parnell, John Cooper, Alan Brown, Geoffrey Taylor, Leslie Marr